# Trzyniec (województwo pomorskie)
Trzyniec (kaszub. Trzińc lub Trzënëcò) – wieś w Polsce położona w województwie pomorskim, w powiecie człuchowskim, w gminie Koczała.
Wieś stanowi sołectwo gminy Koczała, w skład którego wchodzi również osada Stara Brda.
W latach 1975–1998 miejscowość administracyjnie należała do województwa słupskiego.